# Saccharoturris monocingulata
Saccharoturris monocingulata är en snäckart som först beskrevs av Dall 1889.  Saccharoturris monocingulata ingår i släktet Saccharoturris och familjen kägelsnäckor. Inga underarter finns listade i Catalogue of Life.